# Synagoge (Schirmeck)

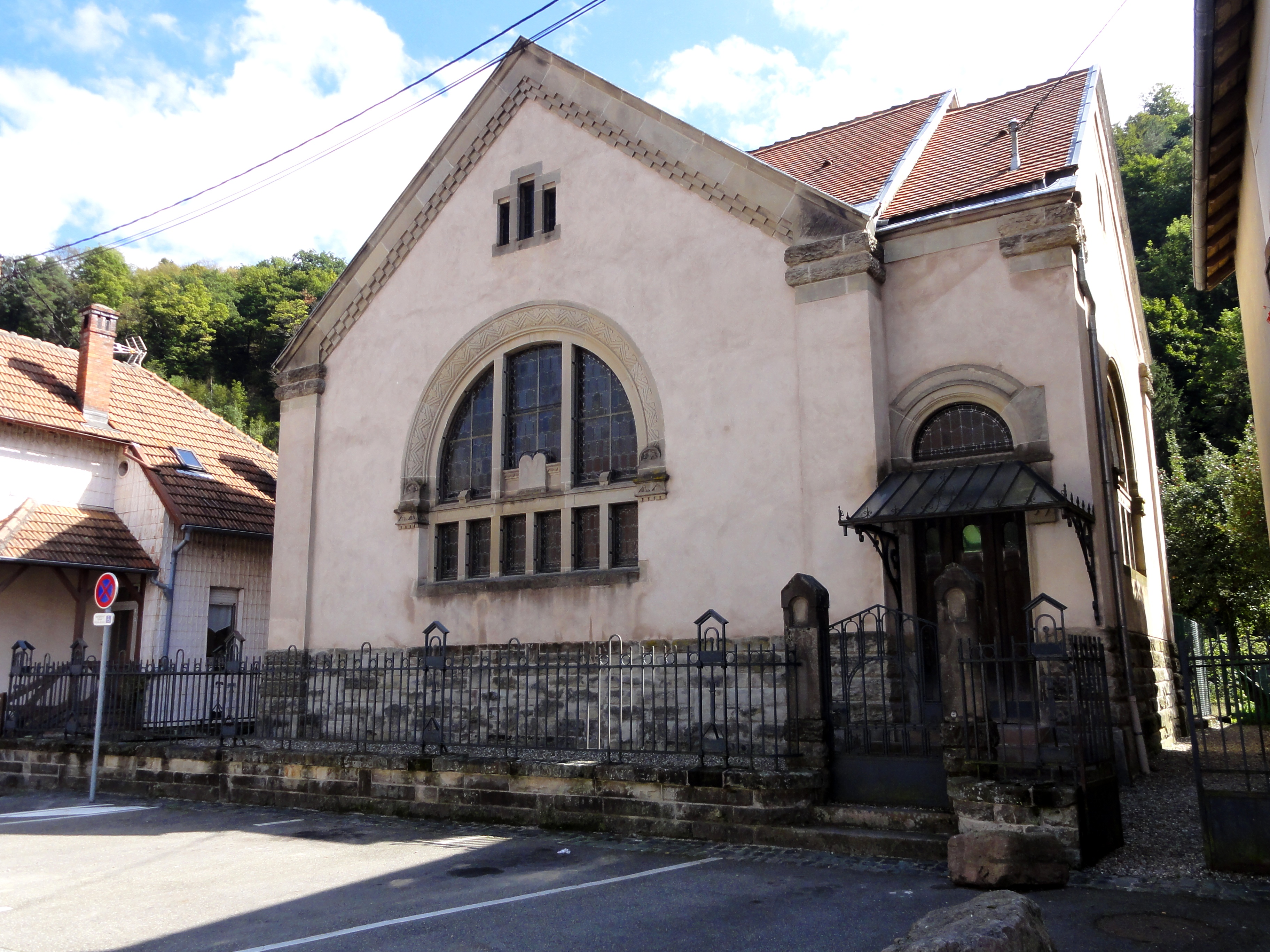
Synagoge in Schirmeck, 2015

Die Synagoge in Schirmeck, einer französischen Gemeinde im Département Bas-Rhin in der Region Grand Est, wurde 1908/09 errichtet. Die Synagoge an der Rue des Écoles ist seit 1999 als Monument historique klassifiziert.

## Geschichte
Die Synagoge wurde durch die Straßburger Architekten David Falk und Emil Wolf erbaut. Der deutsche Kaiser hatte zum Bau der Synagoge 7000 Mark (ℳ) gestiftet. Auch die Gemeinde Schirmeck hatte einen Beitrag geleistet.
Auf Grund der nur wenigen jüdischen Familien wird die Synagoge seit 1978 nicht mehr für den Gottesdienst genutzt. In den Jahren 2005/06 wurde das Gebäude renoviert.